# Sheikh Radwan
Sheikh Radwan, en arabe : الشيخ رضوان, est un quartier de la ville de Gaza. Il est situé à environ 3 kilomètres au nord-ouest du centre-ville. Il est bordé par le camp de réfugiés d'al-Shati au sud-ouest, le quartier de Rimal au sud et la ville de Jabaliya à l'est. Le cimetière de Sheikh Radwan est situé dans ce quartier. Il contient des centaines de tombes de Palestiniens tués lors du conflit israélo-palestinien.

## Histoire
Le quartier porte le nom de Sheikh Radwan, dont le mazar, c'est-à-dire mausolée est situé au sommet d'une colline du quartier, à une altitude de 65 mètres  au-dessus du niveau de la mer. Cet édifice servait autrefois de mosquée, mais il est actuellement inactif. Ses murs sont construits à partir d'anciennes pierres de construction et de fragments de dalles de marbre d'usage secondaire. Au XIXe siècle, il était entouré d'arbres centenaires. L'explorateur français Victor Guérin, qui l'a visité en 1863, a émis l'hypothèse qu'il pouvait s'agir d'un ancien couvent et que les jardins qui l'entourent étaient les vestiges de son jardin.
Le 10 octobre 2023, l'armée de l'air israélienne a bombardé un immeuble d'habitation dans le quartier de Sheikh Radwan, tuant 40 personnes, pour la plupart des femmes et des enfants.